# Ctenophthalmus shovi
Ctenophthalmus shovi är en loppart som beskrevs av Rostigayev 1948. Ctenophthalmus shovi ingår i släktet Ctenophthalmus och familjen mullvadsloppor. Inga underarter finns listade i Catalogue of Life.